# 니시사가에역
니시사가에역(일본어: 西寒河江駅)은 일본 야마가타현 사가에시에 위치한 동일본 여객철도 아테라자와 선의 철도역이다. 단선 승강장 1면 1선의 구조를 갖춘 지상역이다.

## 이용 현황
| 승차 인원 추이 | 승차 인원 추이 |
| 연도           | 1일 평균       |
| -------------- | -------------- |
| 2000           | 352            |
| 2001           | 310            |
| 2002           | 311            |
| 2003           | 309            |
| 2004           | 316            |

## 역 주변
- 사가에 시청
- 사가에 시 향토관
- 사가에 시립 병원

## 역사
- 1951년 12월 25일 : 개업.
- 1987년 4월 1일 : 일본국유철도 분할 민영화에 의해, 동일본 여객철도가 승계.
- 2001년 7월 : 사가에역 이전 공사로 인해, 우젠나가사키 - 아테라자와 간에서 버스 대행 운행 실시. 당 역으로의 열차 발착 폐지.
- 2002년 2월 16일 : 상기 공사가 완료되어 열차 운행이 재개됨. 동시에 현 역사의 사용 개시.
- 2004년 11월 : 당 역을 오버패스하는 현도가 완성. 역 앞의 버스 정류장은 고가교 위로 이동.

## 인접 역
| 동일본 여객철도 아테라자와 선       | 동일본 여객철도 아테라자와 선 | 동일본 여객철도 아테라자와 선 |
| ----------------------------------- | ----------------------------- | ----------------------------- |
| 사가에 야마가타 · 기타야마가타 방면 | ■ 아테라자와 선               | 우젠타카마쓰 아테라자와 방면  |